# Дијаманти су вечни
Дијаманти су вечни (енгл. Diamonds Are Forever) је шпијунски филм из 1971. године и седми у серији Џејмс Бонд британског продуцента Eon Productions-а. Представља шести и финални Eon-ов филм у ком глуми Шон Конери, који се вратио као улога агента MI6, Џејмс Бонд, пошто је одбио да понови улогу у филму У служби Њеног величанства.
Филм је темељен на истоименом роману из 1956. Ијана Флеминга и други је од четири филма о Џејмсу Бонду у режији Гаја Хамилтона. Прича прати Бонда који се лажно представља као кријумчар дијаманата како би се увукао у шверцерски круг, а ускоро открива план његовог старог непријатеља Ернста Ставра Блофелда да искористи дијаманте за изградњу свемирског ласерског оружја. Бонд мора последњи пут да се бори са својим непријатељом како би зауставио кријумчарење и спречио Блофелдов план уништавања Вашингтона и изнуде света са нуклеарном превлашћу.
Након што је Џорџ Лејзенби напустио серију, продуценти Хари Залцман и Алберт Броколи тестирали су друге глумце, али студио је хтео да се Шон Конери врати, исплативши тада рекордних 1,25 милиона долара зараде за његов повратак. Продуценте је инспирисао Голдфингер; као и за тај филм, Гај Хамилтон је ангажован као режисер, а Ширли Баси је отпевала насловну песму. Филм је сниман у Лас Вегасу, Калифорнији и Амстердаму. Филм је постигао комерцијални успех и првобитно је добио генерално позитивне критике, али данас је углавном критикован због шаљивог тона. Био је номинован за Оскара за најбољи звук.

## Радња
Џејмс Бонд прогони Ернста Ставра Блофелда и на крају га проналази у објекту у којем се пластичним операцијама стварају Блофелдови двојници. Бонд убија испитаника, а касније и „правог” Блофелда, давећи га у базену прегрејаног блата.
Док атентатори, господин Винт и господин Кид, систематски убијају неколико кријумчара дијаманта, М сумња да се јужноафрички дијаманти складиште како би дампингом снизили њихове цене, и наређује Бонду да открије шверцерски круг. Прерушен у професионалног кријумчара и атентатора Питера Френкса, Бонд путује у Амстердам како би се састао са својим контактом, Тифани Кејс. Прави Френкс се појављује на путу, али Бонд га пресреће и убија, а затим замењује личне карте како би се учинило да је Френкс заправо Бонд. Тифани и Бонд потом одлазе у Лос Анђелес, кријумчарећи дијаманте унутар Френксовог леша.
На аеродрому, Бонд се сусреће са својим савезником из ЦИА-е, Феликсом Лајтером, а затим путује у Лас Вегас. У погребној кући, Френксово тело је кремирано, а дијаманти су предати другом кријумчару, Шејди Трију. Винт и Кид умало убијају Бонда када га ставе у пећ за кремирање, али Три зауставља поступак када открије да су дијаманти у Френксовом телу лажни, које су подметнули Бонд и ЦИА.
Бонд каже Лајтеру да испоручи праве дијаманте. Бонд затим одлази у Вајтову кућу, казино-хотел у власништву повученог милијардера Виларда Вајта, где Три ради као стенд-ап комичар. Бонд тамо открива да су Винт и Кид убили Трија, и да они нису знали да су дијаманти лажни.
У казину Бонд упознаје опортунистичку Пленти О’Тул и након коцкања је доводи у своју собу. Чланови банде их нападају из заседе, бацајући О’Тулову кроз прозор у базен. Бонд проводи остатак ноћи са Тифани Кејс, упућујући је да покупи дијаманте у казину „Циркус Циркус”.
Тифани крши свој договор и бежи, предајући дијаманте следећем кријумчару. Међутим, видећи да је О’Тулова убијена након што је замењена са њом, Тифани се предомишља. Она вози Бонда до аеродрома, где су дијаманти предати управнику казина компаније Вајт, Берту Саксбију, кога прате до удаљеног објекта. Бонд улази у очигледно одредиште дијаманата − истраживачку лабораторију у власништву Вајта, где сателит гради професор Мец, специјалиста за ласерску рефракцију. Када је Бонд откривен, он бежи украденим лунарним возилом и поново се састаје са Тифани.
Бонд одлази до последњег спрата Вајтове куће како би му се супротставио. Уместо тога, сусрећу га два идентична Блофелда, који користе електронски уређај да звуче као Вајт. Бонд убије једног од Блофелда, за кога се испоставља да је двојник. Бонда онесвешћује гас, након чега га покупе Винт и Кид и одводе у долину Лас Вегаса, где га заробљавају у цевовод и остављају да умре.
Бонд успева да побегне, а затим позива Блофелда, користећи сличан електронски уређај да би се представио као Саксби. Открива Вајтову локацију и спашава га, Саксби је убијен у пуцњави. У међувремену, Блофелд отима Тифани. Уз Вајтову помоћ, Бонд упада у лабораторију и открива Блофелдову сплетку за стварање ласерског сателита помоћу дијаманата, који је до сада већ послат у орбиту. Са сателитом Блофелд уништава нуклеарно оружје у Кини, Совјетском Савезу и Сједињеним Државама, а затим предлаже међународну аукцију за глобалну нуклеарну превласт.
Вајт идентификује нафтну платформу уз обалу Доње Калифорније као Блофелдову оперативну базу. Након што Бондов покушај замене касете која садржи сателитске контролне кодове не успе због Тифанине грешке, Лајтер и ЦИА покрећу хеликоптерски напад на нафтну платформу.
Блофелд покушава да побегне подморницом. Бонд стиче контролу над лансирним краном подморнице и руши подморницу у контролну собу, узрокујући уништавање и сателитске контроле и базе. Бонд и Тифани потом крећу према Британији на крузеру, где се Винт и Кид представљају као радници и покушавају да их убију скривеном бомбом. Бонд их открива и убија.

## Улоге
| Глумац          | Улога                |
| --------------- | -------------------- |
| Шон Конери      | Џејмс Бонд           |
| Џил Сент Џон    | Тифени Кејс          |
| Чарлс Греј      | Ернст Ставро Блофелд |
| Лана Вуд        | Пленти О’Тул         |
| Џими Дин        | Вилард Вајт          |
| Брус Кабот      | Берт Саксби          |
| Патер Смит      | господин Кид         |
| Брус Главер     | господин Винт        |
| Норман Бартон   | Феликс Лајтер        |
| Јозеф Фирст     | Доктор Мец           |
| Бернард Ли      | М                    |
| Дезмонд Левелин | Кју                  |
| Ленард Бар      | Шејди Три            |
| Лоис Максвел    | госпођица Манипени   |
| Маргарет Лејси  | госпођа Вистлер      |
| Џо Робинсон     | Питер Френкс         |
| Лоренс Најсмит  | Сер Доналд Мангер    |
| Дејвид Бауер    | Мортон Сламбер       |
| Марк Лоренс     | Погребник            |
| Сид Хајг        | Погребник            |